# Sülzfeld
Sülzfeld là một đô thị tại huyện Schmalkalden-Meiningen, trong Thüringen, nước Đức. Đô thị này có diện tích 17,39 km², dân số thời điểm 31 tháng 12 năm 2006 là 871 người.